# Echeveria alata
Echeveria alata är en fetbladsväxtart som beskrevs av Alexander. Echeveria alata ingår i släktet Echeveria och familjen fetbladsväxter. Inga underarter finns listade i Catalogue of Life.